# Акт провозглашения Украинского государства (1941)

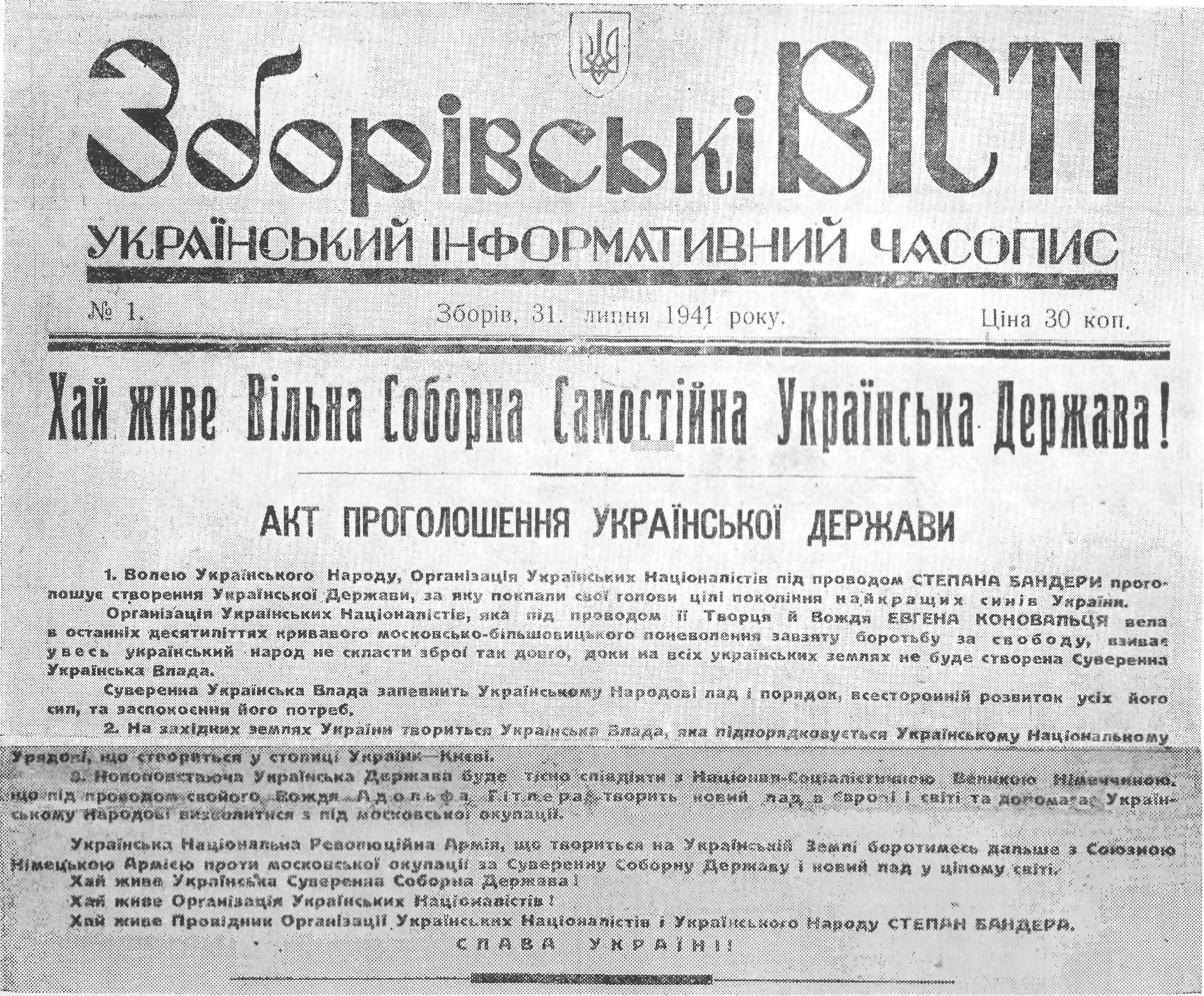
Текст акта в газете «Зборівські вісті»

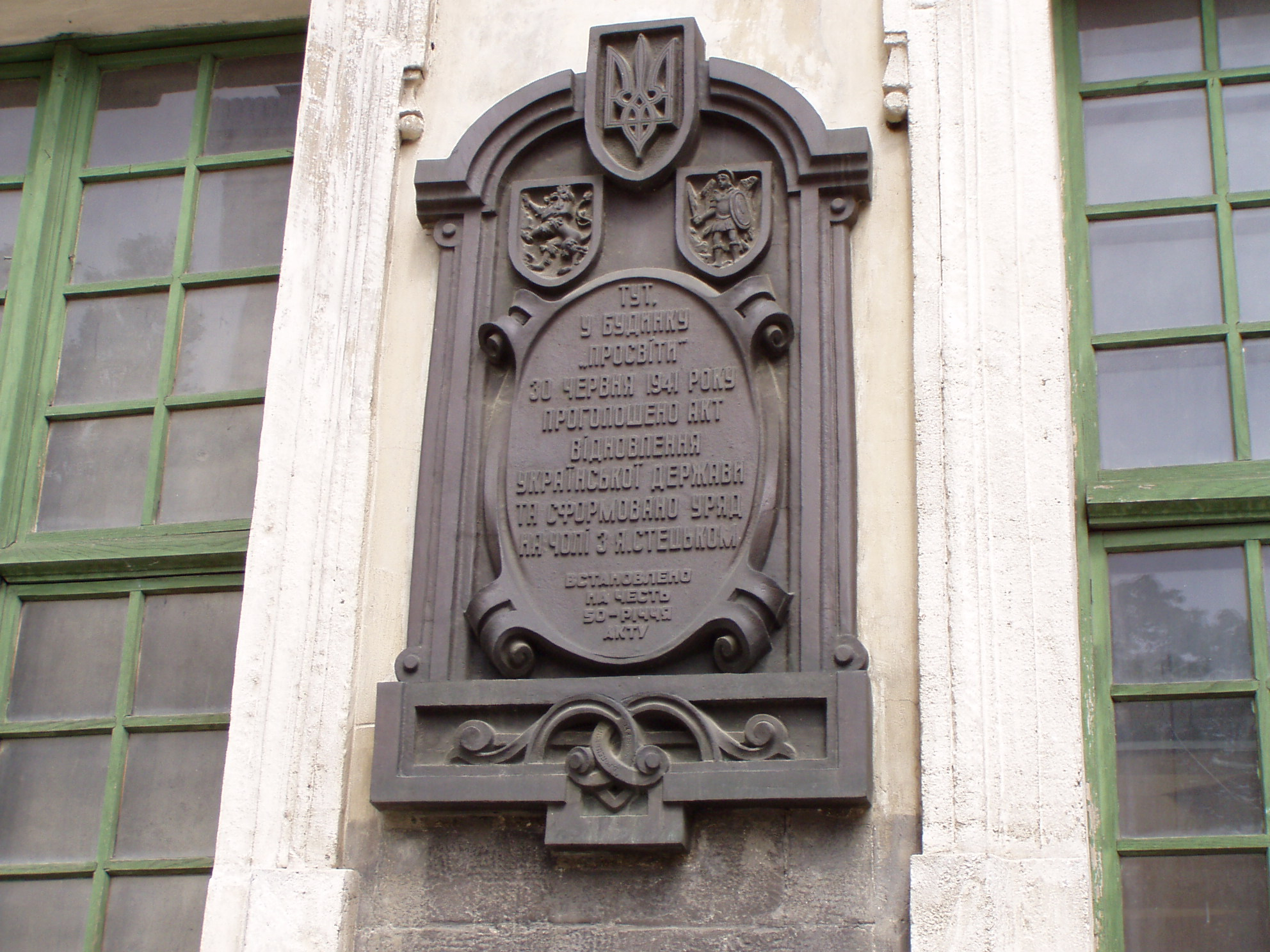
Мемориальная доска в честь 50-летия провозглашения акта восстановления Украинского государства на пл. Рынок, 10 во Львове. Открыта 30 июня 1991.

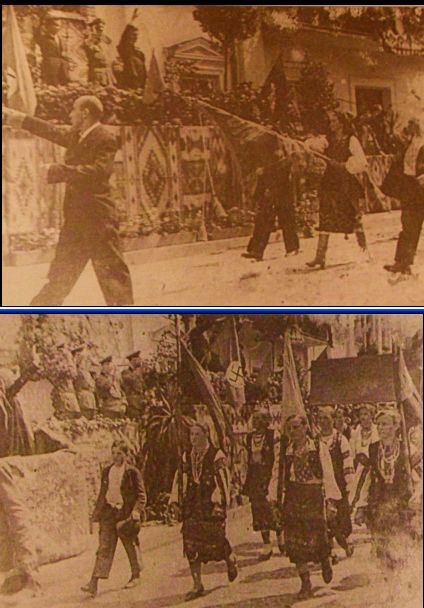
Празднования в Бучаче по случаю принятия Акта провозглашения Украинского государства. Демонстрацию украинского населения принимают офицеры Вермахта и деятели ОУН(Б)

«Акт провозглашения Украинского Государства» (укр. Акт проголошення Української Держави) — документ, оглашённый на Законодательном собрании Западноукраинских земель, созванном членами ОУН(б)/ОУН(р) во главе с Ярославом Стецько вечером 30 июня 1941 года во Львове, после вхождения в него утром того же дня первых подразделений вермахта при поддержке членов ОУНовских походных групп и бойцов батальона «Нахтигаль».
Члены ОУН(б) провозгласили восстановление украинской государственности и создание временной администрации.
В землях Галичины было распространено мнение, что Германия, как сражающаяся с Польшей и СССР, была союзником украинцев в их борьбе за независимость. Однако, спустя несколько дней организаторы Провозглашения были арестованы и отправлены в концлагеря.

## Предыстория
С момента возникновения УВО (1920 г.) и создания ОУН (1929) украинские националисты главной целью декларировали создание и укрепление самостоятельного единого украинского государства (УССД — укр. Українська Самостійна Соборна Держава), которое должно было включать в себя все этнические украинские земли. Как явствует из программных положений ОУН и заявлений её руководителей, её деятельность носила антипольский, антисоветский и антикоммунистический характер. Главными врагами ОУН считали Польшу и Советский Союз. В апреле 1930 на совещании членов провода украинских националистов в Женеве было решено, что «ОУН должна чинно выступить против большевиков». Однако реальная борьба украинских националистов с советским режимом началась в Западной Украине только после раздела Польши и присоединения этого региона к СССР. Наиболее активно она велась в Восточной Галиции и на Волыни — как по географическим причинам (лесистая местность удобна для партизанских действий), так и в связи с наличием соответствующих лидеров и организаторов.
С самого начала своего возникновения ОУН находилась в поле зрения германских спецслужб и ещё до прихода Гитлера к власти установила тесные связи с Абвером и получала от него финансирование. В немецких разведшколах прошло обучение несколько сотен оуновских боевиков, а суммарный объём финансовой помощи некоторые авторы оценивают в 5 млн марок. С другой стороны, после убийства Бронислава Перацкого немецкая полиция по первому же требованию польских властей арестовала и депортировала в Польшу Николая Лебедя, арестовала и заключила в немецкую тюрьму ещё одного активиста ОУН, Рико Ярого. Сотрудничество германских спецслужб с ОУН продолжалось вплоть до Второй мировой войны и нападения Германии на СССР.
Сталинский режим был обеспокоен нарастанием активности ОУН и организовал убийство лидера организации Евгения Коновальца в Роттердаме в 1938 году. Смерть Коновальца привела сначала к кризису в ОУН. Она разоблачила фундаментальные разногласия между более радикальными членами ОУН в Западной Украине и умеренными членами Провода украинских националистов, которые жили за границей. Трения между эмиграцией и западноукраинским подпольем возникали ещё раньше, однако тогда авторитет Коновальца препятствовал расколу, а у сменившего Коновальца на посту главы ОУН Андрея Мельника такого авторитета в глазах галичан не было. Вступление в должность лидера ОУН человека, который на протяжении 1930-х годов не принимал активного участия в деятельности организации, обострили имевшиеся трения.
В марте 1939 года в Закарпатье была провозглашена независимая Карпатская Украина, просуществовавшая несколько дней. Основу её вооружённых сил составила Карпатская Сечь, находившаяся под контролем оуновцев. 14 марта Венгрия при поддержке Польши начала военную интервенцию в Закарпатье, сопротивление оккупантам пыталась оказать Карпатская Сечь, но после нескольких дней упорных боёв Закарпатье было захвачено, значительная часть бойцов Сечи оказалась в венгерском плену, часть из них была расстреляна. Вторжение Венгрии в Карпатскую Украину на некоторое время обострило отношения ОУН и Германии. В этот период даже затормозилось финансирование ОУН Абвером, что не в последнюю очередь было вызвано заключёнными советско-германскими соглашениями. Но сотрудничество не прекратилось. Уже к середине апреля 1939 года Берлину удалось заверить руководство ОУН в неизменности политики Рейха по отношению к украинцам и поддержке их стремления к самостоятельности. По ходатайству немецких дипломатов венгры отпустили из плена несколько сот украинских националистов. Вышедшие из венгерских лагерей оуновцы, а также их товарищи, проживавшие в Европе на легальном положении, в начале июля 1939 года вошли в создающийся Украинский Легион под руководством полковника Романа Сушко и принимали участие в польской кампании.
С начала сентября 1939 года в Берлине пребывал «вождь» ОУН Андрей Мельник, которому немецкой стороной делались пространные обещания о вероятном появлении «независимой Украины» в юго-восточной Польше — 4 сентября его принял представитель МИД Германии, пообещавший ему решение украинской проблемы, а чуть позже в Вене на встрече с Канарисом и его заместителем Лахузеном ему было сообщено о возможности появления западноукраинского государства на границе с СССР.
9 сентября 1939 года начальник штаба главнокомандование сухопутных сил вермахта Гальдер в своем дневнике отметил: «Сообщить Главкому: б. самостоятельность Западной Украины».
В тот же день Гальдер отметил в своем дневнике — «Получено обращение к Западной Украине» (в этом обращении говорилось о планах по созданию немцами «независимого государства» на территории Западной Украины).
Тогда же руководитель абвера Канарис отметил в своём дневнике, что Гитлер выбрал курс на создание «украинского государства» и ему предстоит организовать «восстание» посредством ОУН.
12 сентября 1939 года на специальном совещании в поезде Гитлера обсуждались вопросы в отношении Польши и этнического украинского населения Польши. Согласно планам Гитлера, на границе с СССР необходимо было создать «государства-прокладки» между «Азией» и «Западом», лояльные нацистской Германии: Украину (на территории Галиции и Волыни), польское квазигосударство в центре, и Литву — на севере.
Польский поход РККА и твёрдая позиция Сталина в отношении Западной Украины, высказанная Риббентропу, не позволила осуществиться этим планам.
Тем не менее подготовка боевиков ОУН в лагерях абвера активизировалась, а в декабре 1939 года из Краковского провода ОУН, находившегося под контролем Степана Бандеры, через советскую границу был направлен курьер с инструкциями по подготовке вооружённого восстания. Курьер был перехвачен НКВД УССР, и в результате спецопераций подполье ОУН в западных областях УССР значительно ослабло. Руководитель ОУН А. Мельник направил директиву о переходе ОУН на территории западных областей УССР в глубокое подполье и о прекращении какой-либо активной деятельности.
10 февраля 1940 года Бандера создал и возглавил собственный руководящий орган ОУН — Революционное Руководство (укр. Революційний Провід, РП ОУН), формально вышел из подчинения ПУН Мельника и продолжил подготовку к вооруженной акции в западных областях УССР, планируя провозгласить «Украину для украинцев». Достаточно результативное противодействие НКВД УССР не дало осуществится запланированному ОУН(б)/ОУН(р) восстанию — ни в мае, ни в сентябре-октябре 1940 года. В связи с особенно результативными операциями НКВД УССР летом 1940, значительно проредившими ряды ОУН(б)/ОУН(р) в западных областях УССР, планы по появлению «Украины для украинцев» были отсрочены до начала нападения Германии на СССР. Зимой 1940—1941 года подготовка членов ОУН(б)/ОУН(р) на территории Генерал-губернаторства продолжалась абвером в ещё большем объёме. Спецподготовку по диверсионной работе в абверовских лагерях Закопане, Крыныци, Команчи проходило несколько сотен бандеровцев.
В феврале 1941 года Рихард Ярый, возглавивший с лета 1940 года военную референтуру ОУН(б)/ОУН(р), согласовывает с абвером обучение 700 боевиков. Итогом переговоров с участием С. Бандеры, В. Канариса и В. фон Браухича стало соглашение о подготовке 800 рядовых и командиров, которые, по заявлениям ОУН, должны были стать ядром союзной с вермахтом «украинской армии». В документах абвера создающиеся формирования получили обозначения Специальное подразделение «Нахтигаль» и Специальное подразделение «Роланд», в документах и историографии ОУН они известны как Дружины украинских националистов.
В апреле 1941 сторонники Бандеры созвали свой собственный II Великий Сбор украинских националистов, чем подчеркнули своё непризнание легитимности такого же по названию собрания группы Мельника 27−30 августа 1939 г., назвав его «римским съездом». Вождем ОУН был избран Степан Бандера, заместителем — Ярослав Стецько.
Тогда же ОУН(б)/ОУН(р) совместно с абвером активизировала переброску в УССР своих вооруженных боевиков. Была разработана инструкция «Борьба и деятельность ОУН во время войны», в которой указывались задачи и мероприятия по «государственному строительству».
16 июня 1941 ОУН(б)/ОУН(р) подготовила и передала для немецких структур Меморандум в отношении «украино-немецкого союза, основой которого должно стать Украинское государство, которое станет стражем на Востоке». Нацисты первоначально планировали появление такого «независимого государства», как следовало из меморандума Розенберга под названием «Общие инструкции всем представителям рейха на оккупированных восточных территориях», в котором указывалось, что «Украина должна стать независимым государством в альянсе с Германией». В его же речи от 20 июня указывалось уже про возможность формирования Украинского Государства.
22 июня 1941 в Кракове Украинский Национальный комитет, созданный ОУН(б)/ОУН(р) как альтернатива контролируемого ОУН(м) УДК, принимает текст «Манифеста», в котором провозглашалась «независимая украинская держава», согласно тексту от 16 июня 1941 года.
29 июня вместе с тыловыми подразделениями передовых частей германских войск прибыли С. Бандера и Я. Стецько с группой сторонников, где Бандера был задержан и возвращен в Краков.
Утром 30 июня 1941 года во Львов, оставленный советскими войсками 26 июня 1941 года, вступили части 1-й горной дивизии Вермахта, а также батальон «Нахтигаль» вместе с подразделениями 1-го батальона полка Абвера «Бранденбург-800», и взяли под контроль радиостанцию и ряд ключевых объектов в городе.
Вечером 30 июня 1941 года во Львов прибыли майор цур Айкерн и капитан Кох. На собрании находились будущий бургомистр Полянский с другими видными украинцами города, в том числе Стецько. Кох с согласия цур Айкерна взял слово для прояснения ситуации. Он подчеркнул, что «Идет война, не время заниматься политикой. Исключительно немецкий вермахт может отдавать приказы. Требование времени — работать и повиноваться» Проф. Кох закончил словами «Зиг хайль!» в адрес фюрера, к которым присоединились председатель и собрание. После того как представители вермахта покинули зал Стецько зачитал заявление Бандеры о провозглашении украинской государственности, о том, что это новое государственное образование будет «плечом к плечу» с рейхом вести войну против Советского Союза.

## Текст Акта
В переводе на русский язык сохранены оригинальные стилистика и шрифтовые выделения.
Акт провозглашения Украинского Государства
1. Волей Украинского народа, Организация Националистов под руководством Степана Бандеры провозглашает создание Украинского Государства, за которое положили свои головы целые поколения лучших сынов Украины.
Организация Украинских Националистов, которая под руководством её Создателя и Вождя Евгения Коновальца вела в последние десятилетия кровавого московско-большевистского порабощения упорную борьбу за свободу, призывает весь украинский народ не сложить оружия до тех пор, пока на всех украинских землях не будет создана Суверенная Украинская Власть.
Суверенная Украинская Власть обеспечит Украинскому народу покой и порядок, всестороннее развитие всех его сил и удовлетворение всех его нужд.
2. На западных землях Украины создаётся Украинская Власть, которая подчинится украинскому Национальному Правительству, что будет создано в столице Украины — Киеве.
3. Восстановленное Украинское Государство будет тесно взаимодействовать с Национал-Социалистической Великой Германией, которая под руководством своего Вождя Адольфа Гитлера создаёт новый порядок в Европе и в мире и помогает Украинскому Народу освободиться из-под московской оккупации.
Украинская Национальная Революционная Армия, которая создаётся на украинской земле, будет бороться дальше с Союзной Немецкой Армией против московской оккупации за Суверенное Соборное Государство и новый порядок во всём мире.
Да здравствует Суверенное Соборное Украинское Государство! Да здравствует Организация Украинских Националистов! Да здравствует руководитель Организации Украинских националистов и Украинского Народа Степан Бандера!
Слава Украине! Героям Слава!
Акт проголошення Української Держави
1.Волею Українського народу, Організація Націоналістів під проводом Степана Бандери проголошує створення Української Держави, за яку поклали голови цілі покоління найкращих синів України.
Організація Українськіх Націоналістів, яка під проводом її Творця і Вождя Євгена Коновальця вела в останніх десятиліттях кривавого московсько-більшовицького поневолення завзяту боротьбу за свободу, взиває увесь український народ не скласти зброї так довго, доки на всіх українських землях не буде створена Суверенна Українська Влада.
Суверенна Українська Влада запевнить Українському народові лад і порядок, всесторонній розвиток усіх його сил та заспокоєння всіх його потреб.
2. На західних землях України твориться Українська Влада, яка підпорядкується Українському Національному Урядові, що створиться в столиці України - Києві.
3. Відновлена Українська Держава буде тісно співпрацювати з Націонал-Соціалістичною Великою Німеччиною, що під проводом свого Вождя Адольфа Гітлера творить новий лад в Європі і світі та допомагає Українському Народові визволитися з-під московської окупації.
Українська Національна Революційна Армія, що твориться на українській землі, боротиметься дальше з Союзною Німецькою Армією проти московської окупації за Суверенну Соборну Державу і новий лад у цілому світі.
Хай живе Українська Суверенна Соборна Держава! Хай живе Організація Українських Націоналістів! Хай живе провідник Організації Українських націоналістів й Українського Народу - Степан Бандера!
Слава Україні! Героям Слава!

### Различные версии «Акта»

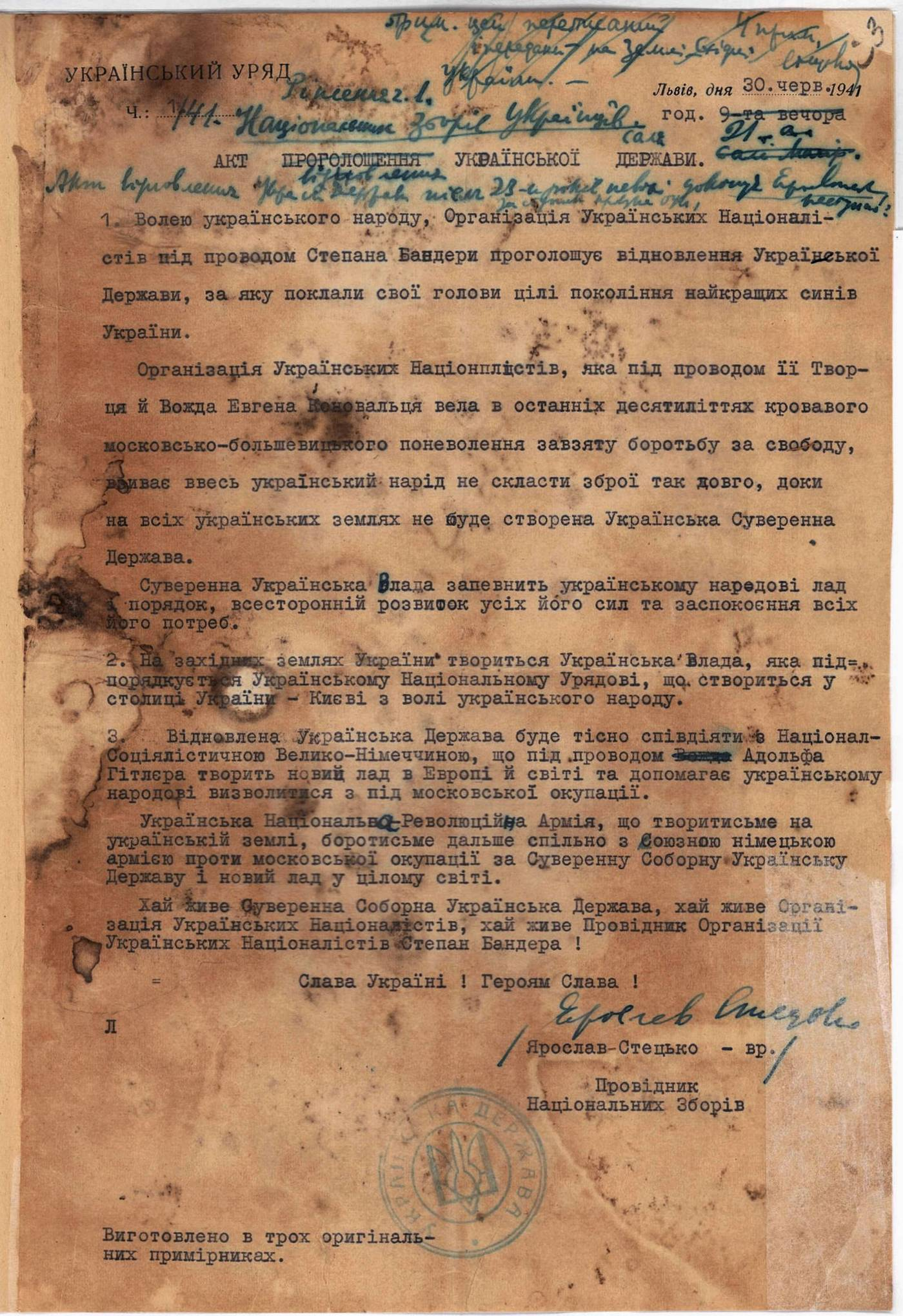
Версия Акта от 30 июня 1941 с подписью Ярослава Стецька

В версии Акта, передаваемого по распоряжению Ярослава Стецька «на земли восточной Украины», Акт получил наименование «Акт восстановления Украинского государства после 23 лет неволи», а слова «Нововосстающее Украинское Государство» (укр. Новоповстаюча Українська держава) в тексте было заменено на «Восстановленное Украинское Государство» (укр. Відновлена Українська Держава). Также было изменено название принявшего его собрания — оно в документе именуются как «национальные сборы украинцев».
В послевоенных публикациях ОУН(б)/ОУН(р)/ и её сторонников из текста «Акта» исчезает первый абзац п.3, второй абзац этого пункта лишается «союзной немецкой армии», а сам текст подаётся в версии, подготовленной Я. Стецько для «восточно-украинских земель», но без упоминания «вождя Бандеры».

## Реакция
Отношение немецкого руководства к Акту провозглашения Украинского государства во Львове было неоднозначным. Как утверждал в своих мемуарах Ярослав Стецько, военная разведка готова была поддержать ОУН: глава абвера адмирал Вильгельм Канарис считал, что лишь при «создании украинского государства возможна победа немцев над Россией». Однако политическое руководство НСДАП во главе с Мартином Борманом отвергало какое бы то ни было сотрудничество с ОУН, рассматривая украинские земли лишь как территорию для немецкой колонизации. Попытка украинских националистов провозгласить собственное государство вызвала недовольство Гитлера и Бормана. Они потребовали немедленно уничтожить «сговор украинских самостийников». 3 июля 1941 в Кракове состоялись двусторонние беседы Бандеры, Владимира Горбового, Василия Мудрого, Степана Шухевича, Виктора Андриевского с заместителем государственного секретаря Генерал-губернаторства Эрнстом Кундтом, доктором Фюлем, судьей фон Бюловым и полковником Альфредом Бизанцем по поводу Акта 30 июня. На угрозы Кундта применением репрессий, если ОУН не прекратит своей деятельности, Бандера заявил: «Мы вступили в бой, который разворачивается сейчас, чтобы бороться за независимую и свободную Украину. Мы боремся за украинские идеи и цели. […] ОУН — единственная организация, ведущая борьбу, и она имеет право, на основании той борьбы, творить правительство».

5 июля в Кракове Бандера и ряд членов ОУН(б), находившихся в городе, были взяты под домашний арест и перевезены в Берлин «для дачи пояснений», 9 июля во Львове был арестован Ярослав Стецько. Ранее в этот же день во Львове было совершено вооружённое нападение на Стецько, в результате чего погиб его водитель, сам же «глава правительства» не пострадал. В Берлине от Бандеры потребовали прекратить действия против группы Мельника и отозвать «Акт 30 июня 1941». Мельник был также взят под домашний арест в Кракове, но вскоре освобождён. 21 июля 1941 года министерство иностранных дел Германии официально заявило, что провозглашение Украины 30 июня не имеет никакой юридической силы. ОУН(м) также осудила Акт провозглашения государственности 30 июня 1941 года: «Бандерияда получила в самом Львове по лбу.») и обнаружила склонность к более гибкой политике, считая открытую конфронтацию с немецкой мощью несвоевременной и губительной для национальных интересов.
1 августа нацистское руководство официально объявило о включении Галиции в Генерал-губернаторство, что означало окончательный отказ поддержать создание независимого украинского государства. Было решено закрыть границу между дистриктом Галиция и остальной оккупированной территорией Украины, чтобы националистическое влияние не распространялось в центральную и восточную часть Украины. 3 августа Бандера и Стецько направили письменные протесты против расчленения Украины, которые остались без внимания. Ранее, в письме министру Риббентропу от 22 июля 1941 года митрополит Шептицкий также выразил протест против этого решения. ОУН (б) попыталась организовать сбор подписей населения Галиции под требованием отменить декрет о присоединении Галиции к Генерал-губернаторству, а также организовала несколько демонстраций в поддержку Акта 30 июня. В ответ нацисты решили окончательно приступить к массовым репрессиям против бандеровцев. С 5 августа начались аресты членов «походных групп» ОУН(б). Немцам стало известно, что Северная походная группа ОУН(б) намерена создать в Киеве национальное правительство, аналогично произошедшему во Львове.
14 августа 1941 года Бандера написал Альфреду Розенбергу письмо, в котором попытался прояснить для немцев ситуацию, сложившуюся с ОУН(б). К письму он приложил меморандум под названием «О немецком требовании ликвидировать Украинское государственное правление, созданное 30 июня 1941 г. во Львове», имевший такие разделы: «Предыдущее сотрудничество ОУН с Германией», «ОУН и перестройка Восточной Европы», «Основы украинско-немецкой дружбы», «Государство как источник творческого труда народа», «Цель ОУН — Украинское государство», «Акт 30.06.1941 и украинско-немецкое сотрудничество», «Отношения ОУН с правительством Украинского государства», «ОУН — за дальнейшее сотрудничество с Германией» и «Заключительные положения». В этом меморандуме, в частности, указывалось: «украинство борется против всякого угнетения, будь то еврейский большевизм или московский империализм», «ОУН желает сотрудничества с Германией не из оппортунизма, а исходя из осознания необходимости этого сотрудничества для добра Украины», «нет лучшей основы для украинско-немецкого сотрудничества, чем та, при которой Германия признает Украинское Государство».
Успехи немецкой армии и быстрое продвижение на восток к началу осени 1941 года позволили Гитлеру окончательно отвергнуть концепцию «Украинского государства». К тому же излишнее самоуправство националистов становилось в тягость оккупационной администрации. Отрицательно отнеслись в Берлине и к междоусобной войне, которую ОУН(б) развернула против сторонников Андрея Мельника. 30 августа в Житомире в результате террористического акта погибли члены провода ОУН(м) Емельян Сенник и Николай Сциборский. Затем в разных городах было убито ещё несколько десятков мельниковцев. Руководство ОУН(м) возложило вину за эти преступления на бандеровцев. 13 сентября глава РСХА Рейнхард Гейдрих, воспользовавшись этим поводом, подписал директиву о проведении на всей территории Третьего рейха, в Генерал-губернаторстве и прифронтовой территории поголовных арестов бандеровского руководства «по подозрению в содействии убийству представителей движения Мельника», а также о прекращении деятельности всех отделений и органов ОУН(б).
15 сентября 1941 состоятся массовые аресты и казни националистов по всей территории, контролируемой нацистами. Счет арестованных пойдет на сотни. Некоторых, например, Николая Климишина, руководителя Северной походной группы, арестуют ещё до «больших арестов». Все арестованные пройдут через немецкие тюрьмы и концлагеря. Среди арестованных были и два брата Степана Бандеры — Александр и Василий, которые вследствие попали в Освенцим, где и погибли. Из примерно 200 бандеровцев, заключенных в лагерь Освенцим, 30 погибло. Однако, согласно анализу канадского историка Ивана Качановского, подавляющему большинству арестованных ведущих членов ОУН (а затем УПА) удалось сбежать из плена (иногда им это удалось несколько раз), или они были освобождены из него немцами. По его подсчетам, 6 % командиров ОУН и УПА попали погибли от рук немцев.
12 сентября офицер вермахта и специалист по «украинскому вопросу» Ганс Кох встретился в Берлине со Стецько и Бандерой и снова потребовал от них отозвать Акт о провозглашении Украинского государства, однако оба отказались. 15 сентября они были помещены в центральную берлинскую тюрьму Александрплатц. В конце сентября — начале октября Микола Лебедь, который после ареста Бандеры замещал его в качестве главы Провода ОУН(б), созвал І Конференцию ОУН(б), где обсуждалась сложившаяся ситуация. Ввиду успехов немецкой армии было принято решение не заниматься антинемецкой пропагандой, а уйти в подполье. В то же время было признано необходимым использовать немецкие административные возможности, вступать в местные органы администрации, вспомогательную полицию, местную полицию, шуцманшафты, направляющиеся в восточные регионы Украины. В одном из циркуляров ОУН предписывалось, чтобы от каждой станицы записывалось в полицию не менее 10 членов организации. 19 ноября всем немецким оккупационным органам власти была направлена директива, которым запрещалось набирать в органы самоуправления и полиции сторонников бандеровского движения. В январе 1942 года Степана Бандеру отправили в специальную тюрьму для политиков Целленбау при концлагере Заксенхаузен.
До отправки в концлагерь Бандера, как свидетельствуют его письма, не отказывался от идеи сотрудничества с Гитлером. По воспоминаниям Евгения Стахива, в конце 1941 года он привёз из Берлина исполняющему обязанности проводника ОУН(б) Миколе Лебедю письмо от Степана Бандеры. В нём указывалось, что избежавшие ареста члены Провода ОУН(б) должны воздерживаться от каких-либо действий против Германии, рассчитывая на возможность восстановления в будущем украинско-германских отношений. Польский историк Гжегож Мотыка считает, что это письмо было получено Стахивым в начале 1942 года. Трудно однозначно определить, повлияло ли письмо Бандеры на решения, принятые весной 1942 года на II-й конференции ОУН(б), когда бандеровцы, уже находясь на нелегальном положении, постановили и впредь рассматривать как главного врага Советский Союз, а с Третьим рейхом вести только пропагандистскую борьбу и лишь в крайнем случае — вооружённые действия.
Тем не менее, ликвидировать украинское националистическое движение не удалось, а в ответ на аресты оно ушло в подполье и продолжило борьбу. Уже с весны 1942 года ОУН принимает решение — помимо продолжения антинемецкой пропаганды, начать вооруженную борьбу. В конце 1942 — начале 1943 года была создана Украинская повстанческая армия (УПА) и её Главный войсковой штаб.

## Современные оценки
Историки оценивают Акт как попытку создать украинское государство хотя бы без большевиков, с последующей неизбежной борьбой против большевиков и нацистов за полную независимость.